# Roberto Cecon
Roberto Cecon (Gemona del Friuli, 28 dicembre 1971) è un allenatore di sci nordico ed ex saltatore con gli sci italiano, il più titolato atleta azzurro nella storia della disciplina.

## Biografia
È fratello di Andrea e padre di Federico e Francesco, a loro volta saltatori con gli sci.

### Carriera sciistica
Cecon esordì in Coppa del Mondo il 30 dicembre 1987, due giorni dopo aver compiuto 16 anni, nella prima tappa del Torneo dei quattro trampolini a Oberstdorf, classificandosi cinquantaquattresimo. Un anno dopo, il 28 gennaio 1989, salì per la prima volta sul podio, con un secondo posto nella gara di Chamonix. Il 16 febbraio 1990 arrivò la prima vittoria, sul trampolino Giuseppe Dal Ben di Predazzo.
Nel 1992 Cecon ottenne la medaglia di bronzo ai Mondiali di volo, svoltisi sul trampolino Čerťák di Harrachov. Due anni dopo, sul trampolino Letalnica di Planica, bissò il bronzo, confermando la sua predilezione per il volo con gli sci. Il periodo dal 1990 al 1995 è stato il migliore della carriera di Cecon: alle medaglie nel volo con gli sci vanno aggiunte le sei vittorie in Coppa del Mondo, altri sette podi, e il secondo posto nella classifica generale di Coppa nella stagione 1994-1995. Negli anni seguenti ottenne altri due terzi posti in Coppa e la vittoria a Stams nel Grand Prix estivo il 18 agosto 2001.
In carriera ha preso parte anche a quattro edizioni dei Giochi olimpici invernali, Albertville 1992 (37° nel trampolino normale, 32° nel trampolino lungo, 13° nella gara a squadre), Lillehammer 1994 (19° nel trampolino normale, 16° nel trampolino lungo, 8° nella gara a squadre), Nagano 1998 (32° nel trampolino normale, 22° nel trampolino lungo) e Salt Lake City 2002 (19° nel trampolino normale, 19° nel trampolino lungo, 13° nella gara a squadre) e a otto dei Campionati mondiali (8° nel trampolino lungo a Thunder Bay 1995 il miglior risultato). Cecon ha concluso la sua carriera agonistica il 23 marzo 2003 a Planica stabilendo il nuovo record italiano della specialità con un volo a 207,5 metri.

### Carriera da allenatore
Dopo il ritiro, Cecon è entrato nello staff tecnico della nazionale italiana come allenatore e ha preparato la nuova squadra di saltatori per i XX Giochi olimpici invernali.

## Palmarès

### Mondiali di volo
- 2 medaglie:
  - 2 bronzi (individuale a Harrachov 1992; individuale a Planica 1994)

### Mondiali juniores
- 1 medaglie:
  - 1 argento (trampolino normale a Štrbské Pleso 1990)

### Coppa del Mondo
- Miglior piazzamento in classifica generale: 2º nel 1995
- 17 podi (tutti individuali):
  - 6 vittorie
  - 3 secondi posti
  - 8 terzi posti

#### Coppa del Mondo - vittorie
| Data             | Località     | Nazione    | Trampolino                |
| ---------------- | ------------ | ---------- | ------------------------- |
| 16 febbraio 1990 | Predazzo     | Italia     | Giuseppe Dal Ben K90      |
| 24 marzo 1990    | Planica      | Jugoslavia | Letalnica K120            |
| 9 marzo 1994     | Örnsköldsvik | Svezia     | Paradiskullen K90         |
| 14 gennaio 1995  | Engelberg    | Svizzera   | Gross-Titlis-Schanze K120 |
| 15 gennaio 1995  | Engelberg    | Svizzera   | Gross-Titlis-Schanze K120 |
| 4 febbraio 1995  | Falun        | Svezia     | Lugnet K90                |

#### Torneo dei quattro trampolini
- 1 podio di tappa[4]:
  - 1 secondo posto

#### Nordic Tournament
- 1 podio di tappa[4]:
  - 1 terzo posto